# China Construction Bank

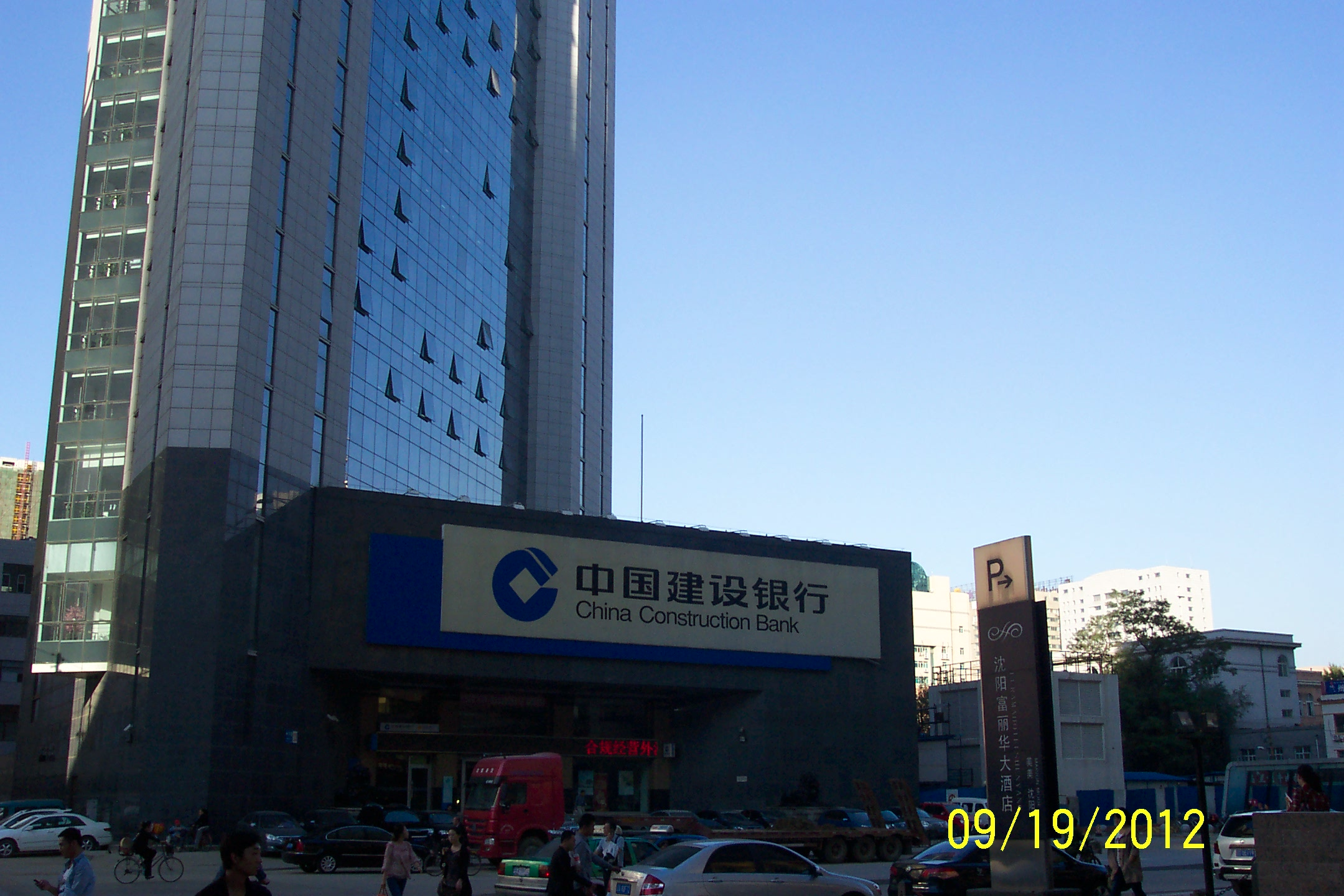
中国 建设银行 股份有限公司 China Construction Bank у м. Шеньян

Китайський будівельний банк (англ. China Construction Bank Corporation (CCB)) — один з найбільших банків КНР та у світі. Входить до «великої четвірки» найбільших державних банків КНР (поряд з Industrial and Commercial Bank of China, Agricultural Bank of China та Bank of China).

## Історія
Банк був заснований 1 жовтня 1954 та спочатку носив назву «People's Construction Bank of China», 26 березня 1996 змінивши його на «China Construction Bank».